# Cathayopterus
Cathayopterus es un género extinto de pterosaurio ctenocasmátido que vivió en el Cretácico Inferior siendo hallado en la formación Yixian de Liaoning, en China. La especie fue nombrada y descrita en 2006 por Wang Xiaolin y Zhong Zhou. El nombre del género deriva de Cathay, el nombre medieval occidental de China y el griego clásico latinizado pteron, que significa "alas". La designación de la especie la hizo originalmente el geólogo norteamericano William Amadeus Grabau cuando examinó la geología de China septentrional por primera vez en detalle. El nombre fue mencionado por primera vez en una publicación informal un poco antes de Wang y por lo tanto en Occidente durante algunos años fue considerado como nomen nudum hasta que se realizó la publicación oficial, en un artículo en un libro, pero la información sobre la especie sigue siendo escasa.
Wang coloca la especie en el Ctenochasmatidae, que fue confirmado por un análisis cladístico de Lü Junchang en 2007. De acuerdo a Wang, Cathayopterus es un miembro de los pterosaurios que se alimentaban por filtración, consumiendo pequeños investrebrados del agua como Ctenochasma y Pterodaustro. La especie tipo es C. grabaui, descrito en 2006 por Wang y Zhou.